# 宿屋の富
『宿屋の富』（やどやのとみ）は古典落語の演目。別題に『高津の富』（こうづのとみ）、『千両富』（せんりょうとみ）。元は別題にもある『高津の富』という名前の上方落語であったが、3代目柳家小さんが4代目桂文吾に教わり、江戸落語に移入された。

## あらすじ
江戸は馬喰町（上方落語では大坂の北船場大川町）の寂れた汚い宿に一人の男が泊まる。主人が宿賃を払って貰おうとすると、客は調子が良く、自分は田舎の金持ちで、奉公人が何百人もいるなどと話して誤魔化し、人の良い主人はそれを信じる（この時の男の話には、邸宅の庭からは琵琶湖と富士山が見えるなど、荒唐無稽なものも展開される）。その上で主人は売れ残った一分の富くじを買ってほしいと言い、成り行きから客は買わざるを得なくなる。それでも調子よく「当たったら半分やる」と言って出かける。
実は客の男の正体は、金の算段をつけるために江戸に出てきた文無しであり、なけなしの一分で富くじを買わされたことに悪態をつく。そのままくじ引きが行われている神社の境内に参って様子を見ていると、なんと一等千両が当たる。突然の出来事に身体の震えが止まらなくなった男は、慌てて宿に帰ると、店の者に体調が悪いと言って寝込んでしまう。
やがて店の主人も自分が売ったくじが千両を当てたと知り、急いで男の部屋に行くと布団を引っ被った男に「千両当たりましたよ。下で宴の用意をしてますよ」と言う。男は主人が下駄のまま部屋に入っていることに気づき嗜めるが、主人が気にせず布団をめくりあげると、客の男も草履を履いたままだった。